# 800 mètres nage libre féminin aux championnats du monde de natation 2023
Cet article traite de l'épreuve féminine. Pour la compétition masculine, voir 800 mètres nage libre masculin aux championnats du monde de natation 2023.
Le 800 mètres nage libre féminin est une épreuve de natation sportive des championnats du monde de natation 2023. Elle a lieu les 28 et 29 juillet 2023 à Fukuoka au Japon.

## Records
Avant cette compétition, les records dans cette discipline étaient :
| Record du monde       | 8 min 4 s 79 | Katie Ledecky | 12 août 2016 | Rio de Janeiro, Brésil |
| Record du championnat | 8 min 7 s 39 | Katie Ledecky | 8 août 2015  | Kazan, Russie          |

## Résultats détaillés
Les 8 meilleurs temps se qualifient pour la finale (F).

### Séries
| Rang | Série | Ligne | Nageuse                  | Pays              | Temps         | Commentaire     |
| ---- | ----- | ----- | ------------------------ | ----------------- | ------------- | --------------- |
| 1    | 4     | 4     | Katie Ledecky            | États-Unis        | 8 min 15 s 60 | F               |
| 2    | 3     | 6     | Li Bingjie               | Chine             | 8 min 20 s 51 | F               |
| 3    | 3     | 5     | Erika Fairweather        | Nouvelle-Zélande  | 8 min 21 s 06 | F               |
| 4    | 3     | 4     | Ariarne Titmus           | Australie         | 8 min 21 s 25 | F               |
| 5    | 4     | 5     | Lani Pallister           | Australie         | 8 min 21 s 38 | F               |
| 6    | 4     | 3     | Simona Quadarella        | Italie            | 8 min 21 s 65 | F               |
| 7    | 3     | 3     | Isabel Marie Gose        | Allemagne         | 8 min 21 s 71 | F               |
| 8    | 4     | 6     | Jillian Cox              | États-Unis        | 8 min 22 s 20 | F               |
| 9    | 4     | 7     | Anastasiia Kirpichnikova | France            | 8 min 22 s 74 |                 |
| 10   | 4     | 0     | Ajna Késely              | Hongrie           | 8 min 28 s 23 |                 |
| 11   | 3     | 1     | Waka Kobori              | Japon             | 8 min 29 s 54 |                 |
| 12   | 4     | 1     | Eve Thomas               | Nouvelle-Zélande  | 8 min 31 s 72 |                 |
| 13   | 3     | 0     | Beatriz Dizotti          | Brésil            | 8 min 32 s 42 |                 |
| 14   | 2     | 6     | Alisée Pisane            | Belgique          | 8 min 32 s 52 | Record national |
| 15   | 3     | 7     | DEniz Ertan              | Turquie           | 8 min 32 s 54 |                 |
| 16   | 4     | 8     | Miyu Namba               | Japon             | 8 min 34 s 62 |                 |
| 17   | 2     | 8     | Gan Ching Hwee           | Singapour         | 8 min 36 s 31 |                 |
| 18   | 2     | 2     | Emma Finlin              | Canada            | 8 min 36 s 47 |                 |
| 19   | 2     | 5     | Kristel Köbrich          | Chili             | 8 min 37 s 09 |                 |
| 20   | 4     | 2     | Yang Peiqi               | Chine             | 8 min 37 s 16 |                 |
| 21   | 4     | 9     | Jimena Perez Blanco      | Espagne           | 8 min 37 s 40 |                 |
| 22   | 3     | 2     | Merve Tuncel             | Turquie           | 8 min 39 s 47 |                 |
| 23   | 3     | 8     | Angela Martinez Guillen  | Espagne           | 8 min 39 s 60 |                 |
| 24   | 2     | 3     | Bettina Fabian           | Hongrie           | 8 min 39 s 63 |                 |
| 25   | 3     | 9     | Tamila Holub             | Portugal          | 8 min 42 s 90 |                 |
| 26   | 2     | 7     | Han Dakyung              | Corée du Sud      | 8 min 43 s 68 |                 |
| 27   | 2     | 4     | Gabrielle Roncatto       | Brésil            | 8 min 48 s 36 |                 |
| 28   | 2     | 0     | Artemis Vasilaki         | Grèce             | 8 min 49 s 61 |                 |
| 29   | 2     | 1     | Imani de Jong            | Pays-Bas          | 8 min 50 s 81 |                 |
| 30   | 1     | 6     | Diana Taszhanova         | Kazakhstan        | 8 min 51 s 46 |                 |
| 31   | 1     | 4     | Maria Bramon-Arias       | Pérou             | 8 min 59 s 52 |                 |
| 32   | 1     | 5     | Eva Petrovska            | Macédoine du Nord | 9 min 6 s 00  |                 |
| 33   | 1     | 3     | Sasha Gatt               | Malte             | 9 min 8 s 63  |                 |
| 34   | 2     | 9     | Thi My Tien Vo           | Viêt Nam          | 9 min 15 s 23 |                 |

### Finale
| Rang               | Ligne | Nageuse           | Pays             | Temps         | Commentaire            |
| ------------------ | ----- | ----------------- | ---------------- | ------------- | ---------------------- |
| Médaille d'or      | 4     | Katie Ledecky     | États-Unis       | 8 min 08 s 87 |                        |
| Médaille d'argent  | 5     | Li Bingjie        | Chine            | 8 min 13 s 31 | Record d'Asie          |
| Médaille de bronze | 6     | Ariarne Titmus    | Australie        | 8 min 13 s 59 | Record d'Océanie égalé |
| 4                  | 7     | Simona Quadarella | Italie           | 8 min 16 s 46 |                        |
| 5                  | 1     | Isabel Marie Gose | Allemagne        | 8 min 17 s 95 |                        |
| 6                  | 8     | Jillian Cox       | États-Unis       | 8 min 19 s 73 |                        |
| 7                  | 2     | Lani Pallister    | Australie        | 8 min 21 s 33 |                        |
| 8                  | 3     | Erika Fairweather | Nouvelle-Zélande | 8 min 28 s 21 |                        |